# Ocheon-eup
Ocheon-eup (koreanska: 오천읍) är en köping i den östra delen av Sydkorea, 280 km sydost om huvudstaden Seoul. Den ligger i stadsdistriktet Nam-gu i kommunen Pohang i provinsen Norra Gyeongsang.